# Hubert Kostka
Hubert Jerzy Kostka, né le 27 mai 1940 à Ratibor en Allemagne, était un footballeur polonais. Il a occupé le poste de gardien de but pour l'équipe de Pologne et le Górnik Zabrze, son seul club professionnel. 

## Carrière de joueur

### En club
Hubert Kostka a commencé à jouer au football au LZS Markowice, club de son quartier de naissance, puis à l'Unia Racibórz. À l'automne 1960, il rejoint le Górnik Zabrze, place forte du football polonais. À Zabrze, il passe quatorze années dans les cages, et joue 301 matches. Il remporte par huit fois le championnat de Pologne, mais aussi six coupes de Pologne, et atteint la finale de la coupe d'Europe des vainqueurs de coupe en 1970, le 29 avril à Vienne contre Manchester City (défaite deux buts à un).

### En équipe nationale
Le 15 avril 1962, Kostka fait ses débuts avec l'équipe nationale polonaise à Casablanca contre le Maroc, entrant en jeu à la 78e minute. Aux Jeux olympiques d'été de 1972, il gagne la médaille d'or, et dispute toutes les rencontres du tournoi. Vieillissant, il met un terme à sa carrière la même année, le 15 octobre 1972 face à la Tchécoslovaquie en amical, portant pour la troisième et dernière fois le brassard de capitaine. Il est ensuite remplacé par Jan Tomaszewski.

### Palmarès

#### De joueur
- Champion de Pologne : 1961, 1963, 1964, 1965, 1966, 1970, 1971, 1972
- Vainqueur de la Coupe de Pologne : 1965, 1968, 1969, 1970, 1971, 1972
- Vainqueur des Jeux olympiques : 1972

#### D'entraîneur
- Champion de Pologne : 1980, 1985, 1986